# Glaphyrammina
Glaphyrammina es un género de foraminífero bentónico de la familia Discamminidae, de la superfamilia Lituoloidea, del suborden Lituolina y del orden Lituolida. Su especie tipo es Ammobaculites americanus. Su rango cronoestratigráfico abarca desde el Pleistoceno hasta la Actualidad.

## Discusión
Clasificaciones previas incluían Glaphyrammina en el suborden Textulariina del orden Textulariida, o en el orden Lituolida sin diferenciar el suborden Lituolina.

## Clasificación
Glaphyrammina incluye a las siguientes especies:
- Glaphyrammina americana
- Glaphyrammina spirocompressa